# Полином (гидроакустическая станция)
«Полином» (МГ-355) — советская корабельная подкильная поисковая гидроакустическая станция кругового обзора и целеуказания. Предназначалась для обнаружения подводных лодок, торпед и морских якорных мин.
Масса комплекса около 800 тонн. Максимально возможная дальность обнаружения подводных лодок (при нормальных гидрологических условиях) — 40–50 км.
ГАС «Полином» вооружались: тяжёлый авианесущий крейсер «Адмирал флота Советского Союза Кузнецов», тяжёлые атомные ракетные крейсеры типа крейсера проекта 1144 «Орлан» и большие противолодочные корабли проекта 1155.